# Ford V8
Se conoce con el nombre de Ford V8 a una serie de sedanes creados por el fabricante norteamericano Ford desde el año 1932. Se trataba de una serie de automóviles que compartían algunas soluciones mecánicas, como su plataforma y máquina motriz, compuesta principalmente por su motor V8. El primer auto lanzado de esta gama fue el Ford 18 presentado en 1932 para dar reemplazo al Ford A, conjuntamente con el Ford B de 4 cilindros, exteriormente idéntico al modelo 18.  Este Ford sería el primero de una serie de modelos englobados dentro del segmento de los modelos de tamaño completo. La lista de modelos se agranda con las líneas Ford 1937, Ford 1941 y Ford 1949, siendo cancelada su producción en el año 1951 y reemplazados por la línea Ford 1952. La nomenclatura Ford V8 se debe al hecho de que estos vehículos utilizaban en su frente un logotipo que conjugaba a un número 8, ubicado por encima de los brazos abiertos de una letra V, dando así la connotación del tipo de motorización que equipaba a estos vehículos. Este emblema acompañaba en el frente al óvalo azul de Ford y por tal motivo, esta línea de autos era conocida de esa forma, además de ser denominados según el año en que hacían su aparición.
Estos automóviles fueron fabricados entre los años 1932 y 1951 en los Estados Unidos, siendo a su vez importados en otros países del mundo. Uno de sus principales destinatarios fue la Argentina, país en el cual las versiones coupé de los Ford V8 fueron muy utilizadas para el desarrollo de competencias de turismos, dentro de la categoría Turismo Carretera. Con este modelo, Ford obtendría el primer triunfo y el primer campeonato de la historia del Turismo Carretera con Ángel Lo Valvo en 1939. Asimismo, en los años 1937 y 1938, se llevaría los dos primeros Campeonatos Argentinos de Velocidad, predecesores del Turismo Carretera. Juntando estos dos títulos con los obtenidos en el TC, el Ford V8 acumula 22 títulos en competencias de turismos, siendo el piloto Juan Gálvez el máximo campeón de la marca con 9 coronas. 

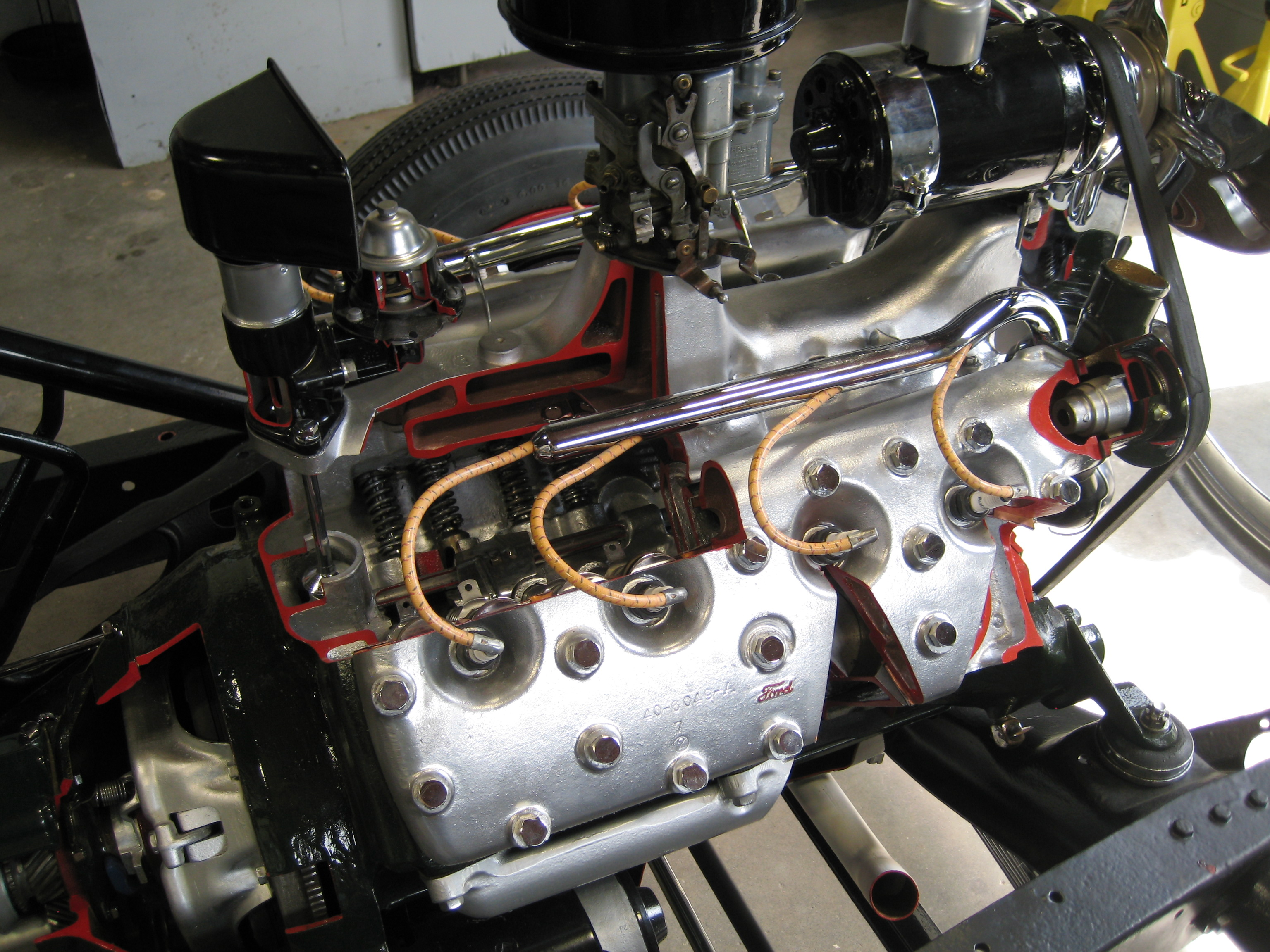
El Flathead, la gran novedad de Ford, un V8 al alcance de todo el mundo

## Ford 18

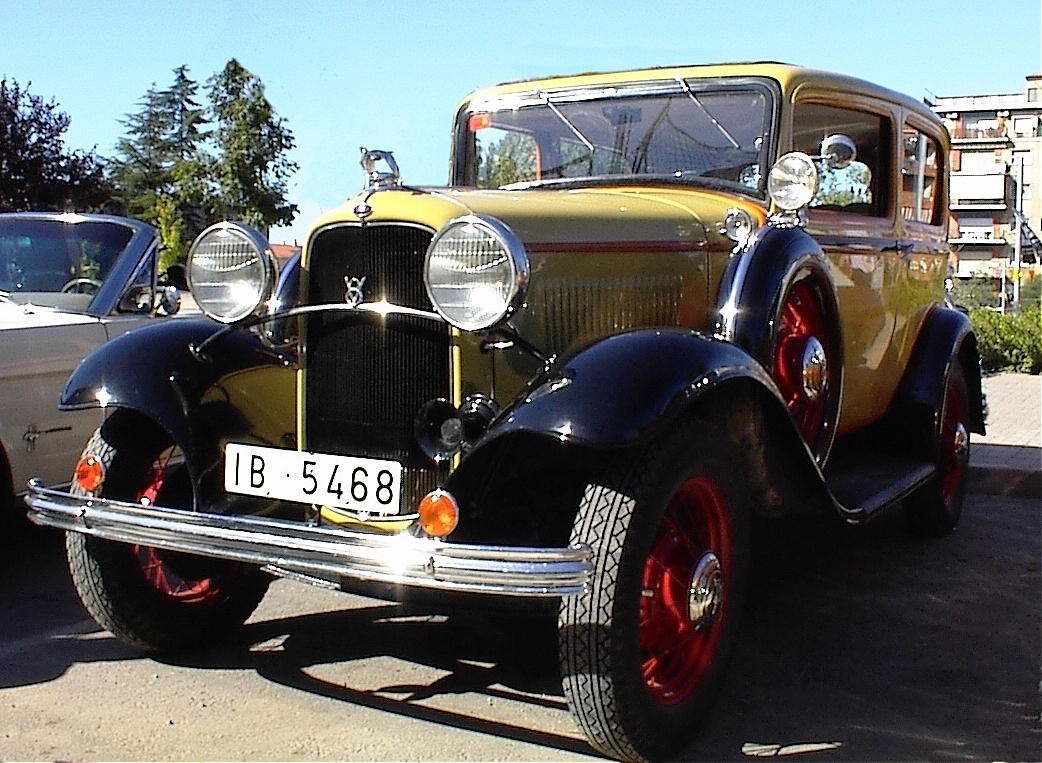
El modelo 18, idéntico al modelo B salvo por el motor

El Ford 18 Fue el primer modelo de la marca en incorporar el nuevo V8 de válvulas laterales SV (Flathead en USA)que Henry Ford  ideó como respuesta a la salida del motor de 6 cilindros en línea de Chevrolet, con un precio accesible para el gran público.Se fabricó en el año modelo 32. Carrocería idéntica al Ford B, salvo el logotipo "V8" en los tapacubos y la barra entre los faros.
En su primera versión, el Flathead tenía 221 pulgadas cúbicas de cilindrada (3,6 l) el cual daba 65 CV con una compresión de 5,5 a 1.

## Ford 40
Es el sucesor del modelo 18, con línea más moderna: radiador  y parabrisas inclinados, mayor distancia entre ejes. En el motor se introducen  muchas mejoras mecánicas, como culatas de aluminio, mayor compresión, llevando la potencia a 75 CV.  Fabricado durante los años 33 y 34,  también disponible en 4 cilindros como modelo "C". La única diferencia exterior entre los dos años es la rejilla del radiador, la cual vista de lado es incurvada en el 33 y recta en el 34.

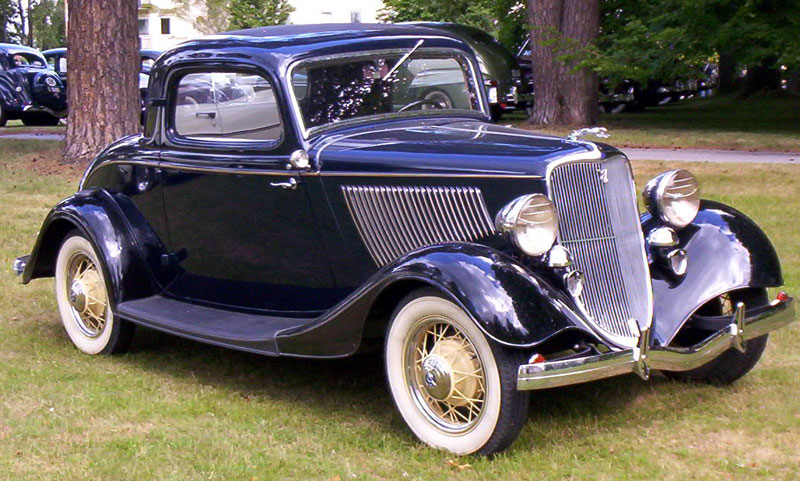
Ford 40 V8 de 1934

## Ford 48
Artículo principal: Ford 48

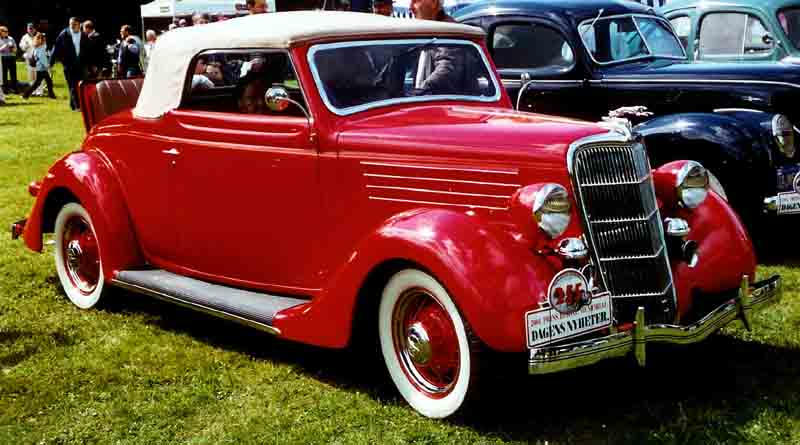
Ford 48 V8 de 1935

El Ford 48 fue fabricado por Ford Motor Company en Estados Unidos en los  años 1935 y 1936, siguiendo la política de hacer los cambios importantes cada dos años. Este auto fue una actualización del popular Ford 40 con motor V-8. El motor de cuatro cilindros, que venía utilizándose desde la aparición del modelo Ford A, ya no se ofrecía, Ford dejó solamente al motor V-8 para todos los vehículos que se fabricaban en ese año de 1935. Asimismo las mejoras en el carburador, ahora doble, permitieron alcanzar los 85 CV.
Visualmente, el Ford 1935 era mucho más moderno, con la rejilla o parrilla frontal muy vistosa, las llantas ya no tenían radios sino que eran integralmente hechas de acero. Se ofrecían variantes en los distintos modelos: el estándar, el de lujo, cupé, tudor, four door sedan, sedán convertible y una camioneta con carrocería de madera. En total se vendieron 820.000 unidades del Ford 48 en su trayectoria de fabricación que finalizó en el año 1936. Visualmente son mucho más diferentes las parrillas delanteras de los modelos 48 en sus dos años de fabricación que lo que lo fueron los modelos 40.

## Línea Ford 1937-1940
Artículo principal: Ford 1937

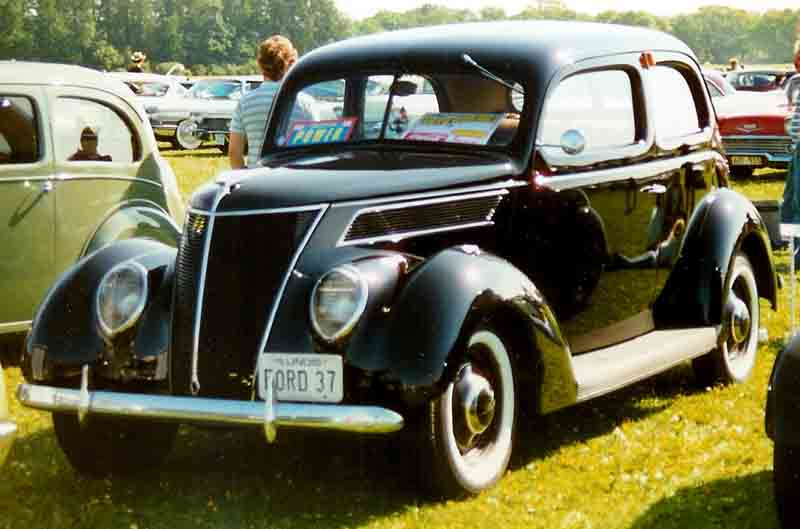
Línea Ford 1937 V8

La línea Ford 1937 fue una serie de automóviles fabricados por la Ford Motor Company en Estados Unidos entre los años 1937 y 1940. Estos modelos de Ford fueron una versión mejorada del Ford 48, al que se le realizaron cambios importantes en el motor Ford V-8 para mejorar la potencia. El valor con que salió al mercado del automóvil era de 850 (dólares). Se le hicieron reformas cosméticas, dándole mayor redondez a las partes del capó, colocándole rejillas de ventilación lateral y haciendo de la parrilla o (frente de entrada de aire para el radiador) un formato en V.
En los años de la depresión económica de Estados Unidos, este vehículo que se comenzó a fabricar en el año 1937. Con el paso del tiempo, fue sufriendo arreglos en su imagen, manteniendo la mecánica en general, salvo algunas innovaciones en el freno y la iluminación. El modelo de Ford que se fabricó en 1938 apareció en el mercado de ese año con una parrilla o frente modificado donde se le da forma de corazón. En el año 1939 se volvió a cambiar el formato de la parrilla achicando su formato y colocándola en la parte media inferior. En este año se le practicaron mejoras a los frenos, estrenando por primera vez frenos hidráulicos, los faros se hicieron en unidades selladas y se mejoró el motor con innovaciones en el carburador. En el año 1940 nuevamente se hicieron arreglos cosméticos, aplicando brazos hidráulicos a la tapa del motor (capó).

## Línea Ford 1941-1948
Artículo principal: Ford 1941

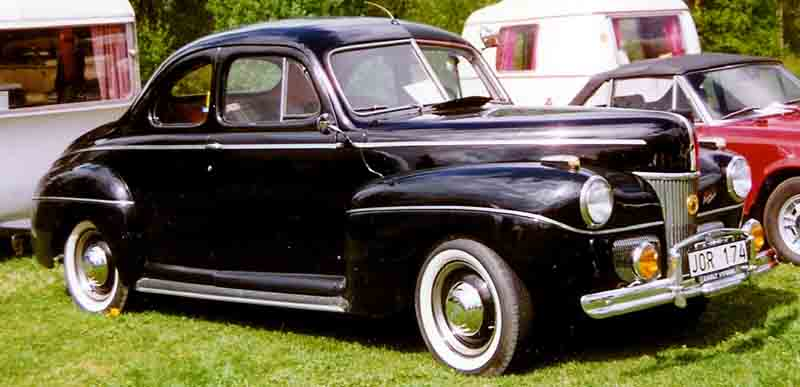
Línea Ford 1941 V8

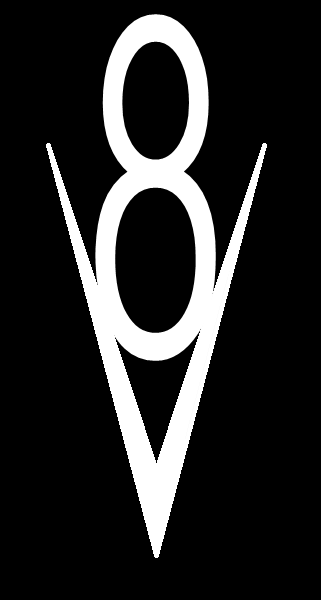
Emblema V8. Logotipo empleado por Ford para identificar a sus unidades equipadas con motores V8.

El Ford 1941 fue un vehículo fabricado por Ford Motor Company en Estados Unidos, a partir del año 1941. Totalmente diferente en su diseño respecto a la línea '37-40, este nuevo modelo era mucho más grande y con líneas estéticas muy bien logradas. Ford lo sacó al mercado con dos tipos de motores, el clásico V-8 y los seis cilindros en línea. Fue un vehículo más veloz que los creados con anterioridad, la suspensión fue mejorada, lo mismo que en su confort, haciendo de él un coche más silencioso y suave, ya que se introdujeron sistemas de aislación y resortes en los asientos para permitirle mayor suntuosidad. Las líneas eran envolventes y redondeadas.
La llave de arranque tenía un sistema de bloqueo con el volante, para darle seguridad, además del arranque eléctrico tenía una palanca, que se podía utilizar para desaflojar las turcas de las ruedas y para darle arranque manual en caso de que la batería estuviera muerta, la misma se introducía en un pequeño agujero situado en el frente del vehículo, permitiendo acoplar al motor, este sistema manual de arranque tenía un desbloqueo de seguridad.
La Ford Motor Company detuvo la fabricación de vehículos para la venta el 10 de febrero de 1942, por la implicación de Estados Unidos en la Segunda Guerra Mundial, no obstante se alcanzaron a producir muchos vehículos Ford 1942 hasta el cierre de la fábrica, dedicada después a producir artículos para las Fuerzas Armadas de los Estados Unidos.
Las camionetas siguieron fabricándose hasta el 3 de marzo de ese año 1942. El modelo había sufrido algunos cambios cosméticos, por ejemplo la parrilla que tenía la forma de una máquina de afeitar y se mejoraron los sistemas de suspensión, haciéndolo aún más suave que el anterior modelo.
Ford produjo de estos vehículos para ser afectados al gobierno y al ejército, en tiempos de guerra, fue el modelo de 1942, que lo fabricó hasta el año 1945.
La producción civil se reanudó en el mes de julio de 1945 y se lanzó un modelo mejorado estéticamente para atender un público deseoso por los automóviles, lo que sería el adelantamiento del Ford 1946, incorporando un motor de mayor fuerza y sacando un modelo con laterales hecho en madera.
En el año 1947 Ford sacó un nuevo modelo mejorando más la estética, incluyendo detalles de molduras y comienzan a salir con luces de estacionamiento, al incorporar dos pequeños faros por debajo de los faros principales y aparecen los cubre llantas.
El año 1948 fue el último año para el viejo estilo de Ford, con un modelo completamente nuevo lanzado hacia la mitad del año. El convertible de madera terminaría este año con tan sólo 28 vehículos construidos (el station wagon de madera sería reemplazado con el acero para la temporada 1949).

## Línea Ford 1949-1951
Artículo Principal: Ford 1949

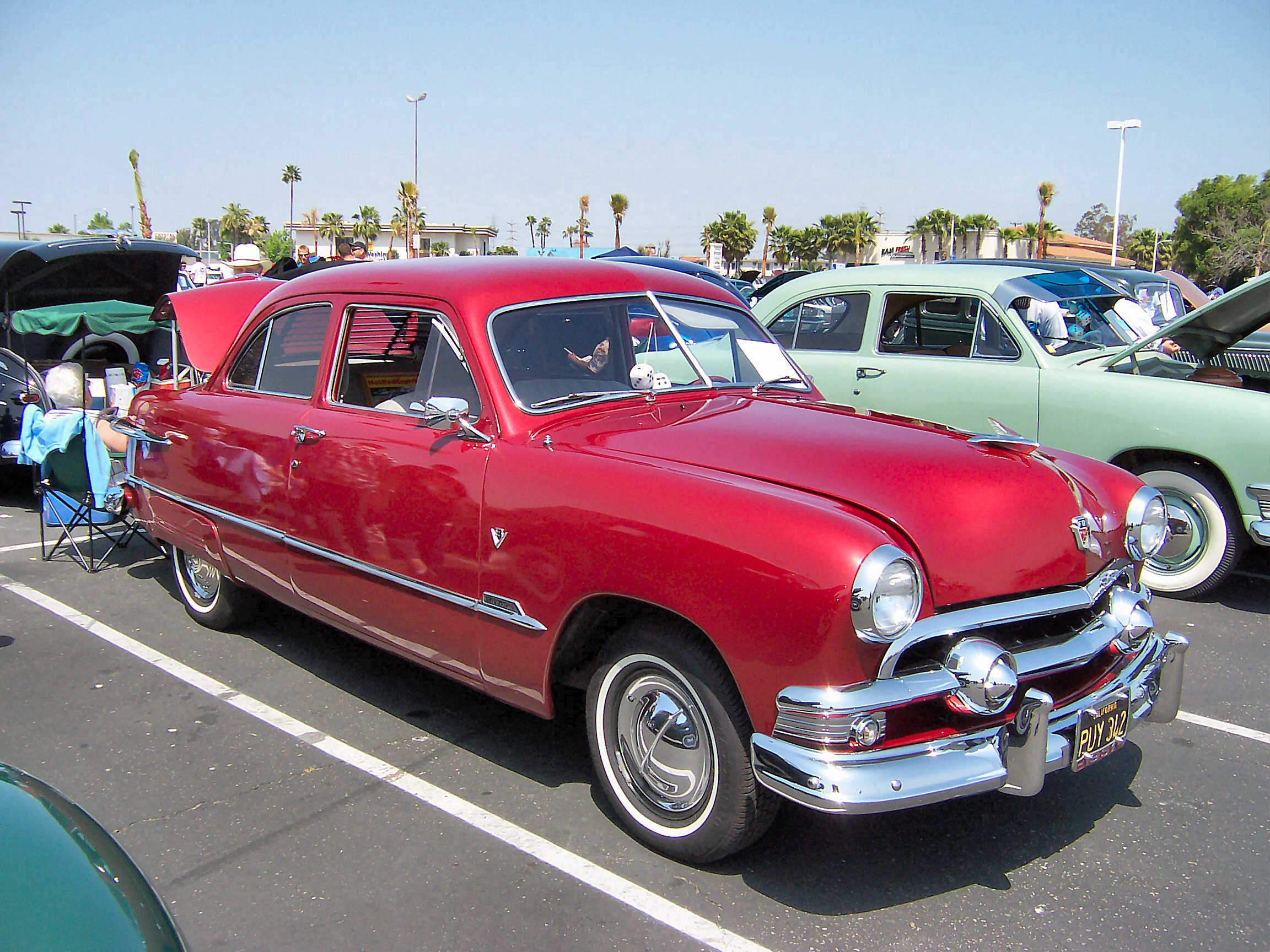
Línea Ford 1949 V8

La línea Ford 1949 fue una serie de automóviles de la Ford Motor Company de Estados Unidos, que se comenzó a fabricar en el año 1949.
Después de la buena aceptación del modelo Ford 1941 versión 1948, Ford rediseñó los coches para el año 1949, creando un nuevo modelo que mantenía los motores de seis cilindros en línea y el motor V8, con mejoras de potencia.
Los Ford 1949 debutaron en una fiesta de gala que se realizó en el Hotel Waldorf-Astoria de Nueva York en junio de 1948. La nueva estructura de acero integrada fue anunciada como un "cuerpo de salvavidas", e incluso el vagón de madera era de acero en su interior.
Las líneas de lujo y super lujo fueron sustituidas por una nueva norma, los coches tenían un aspecto moderno con guardabarros trasero completamente integrada y una defensa en el frente y en la parte posterior del automóvil muy vistosa de acero cromado.
El año 1950 vio un nuevo Ford "sedán deportivo" de dos puertas con dos tonos de pintura destinado a dar batalla a la competencia con la marca Chevrolet, que habían sacado al mercado un modelo muy popular en el año 1950.
El 1951 Ford presentó un opcional, el Ford-O-Matic de transmisión automática, vehículo que sale por primera vez al mercado automovilístico. 